# Liam Delap
Liam Rory Delap (sinh ngày 8 tháng 2 năm 2003) là cầu thủ bóng đá chuyên nghiệp người Anh hiện đang thi đấu ở vị trí tiền đạo cắm cho câu lạc bộ bóng đá Chelsea tại Premier League.

## Sự nghiệp câu lạc bộ

### Manchester City
Delap gia nhập học viện của Derby County khi mới sáu tuổi và anh đã dành 10 năm tiếp theo tại đó trước khi gia nhập học viện của Manchester City vào năm 2019. Anh gây ấn tượng từ khi còn nhỏ và được triệu tập lên nhiều đội tuyển trẻ của Anh. Anh đã ghi một bàn thắng và kiến tạo hai bàn khác trong trận chung kết Cúp Ngoại hạng Anh U-18 năm 2020.

### Ipswich

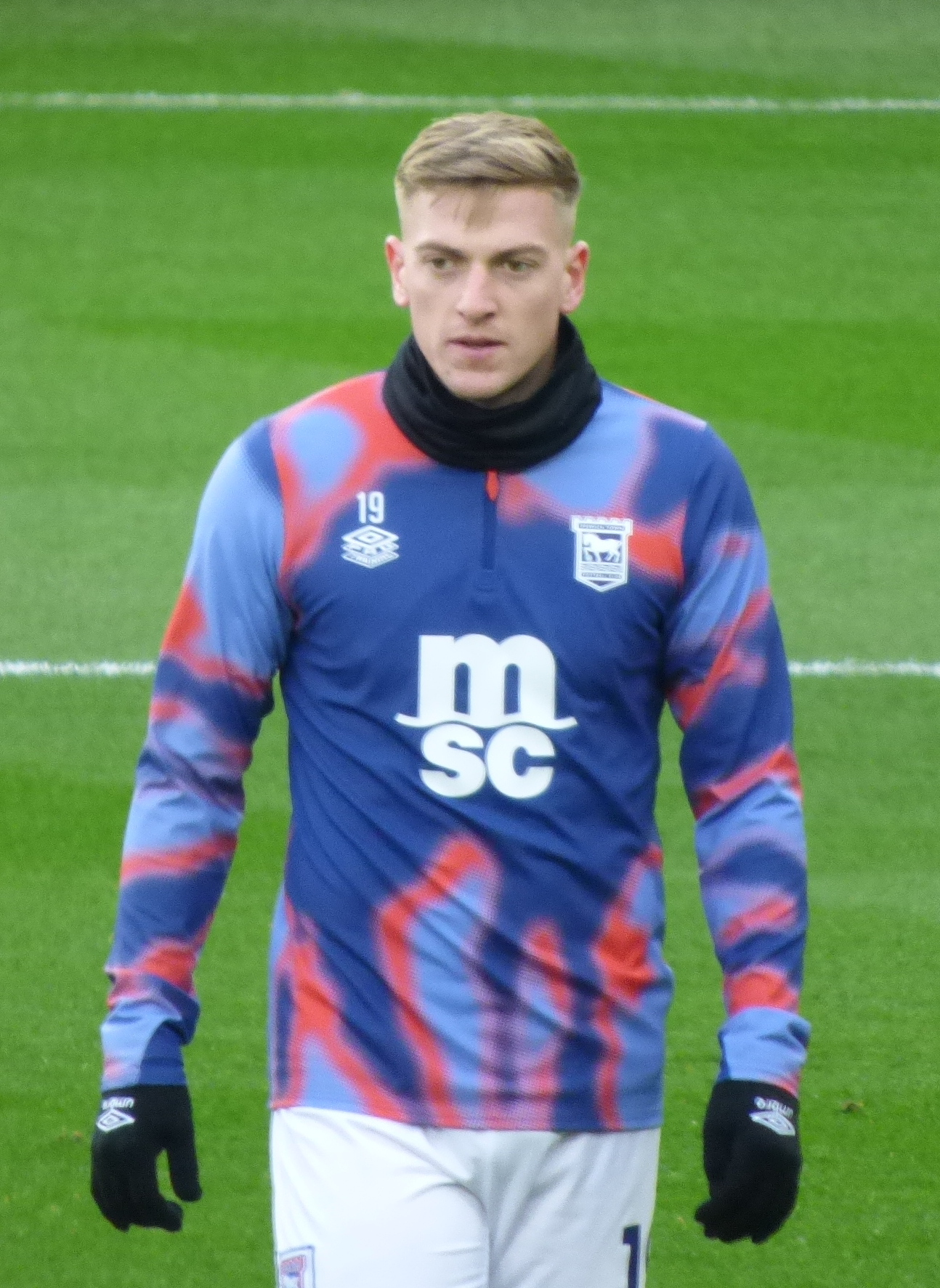
Delap trong màu áo Ipswich Town năm 2024

Vào ngày 13 tháng 7 năm 2024, Delap gia nhập câu lạc bộ mới thăng hạng lên Premier League là Ipswich Town theo một hợp đồng cố định 5 năm với mức giá lên tới 20 triệu bảng Anh. Delap ghi bàn thắng đầu tiên cho câu lạc bộ vào ngày 31 tháng 8 khi ghi bàn mở tỷ số trong trận hòa 1–1 với Fulham. Vào ngày 29 tháng 9, anh ghi cả hai bàn thắng trong trận hòa 2–2 trên sân nhà với Aston Villa và trở thành cầu thủ Ipswich đầu tiên ghi hai bàn trong một trận đấu Premier League kể từ Marcus Bent vào tháng 3 năm 2002. Vào ngày 30 tháng 12, Delap ghi bàn và kiến tạo trong chiến thắng 2–0 trên sân nhà trước Chelsea và giúp câu lạc bộ giành chiến thắng trong trận đấu trên sân nhà đầu tiên tại Premier League kể từ năm 2002 cũng như chiến thắng đầu tiên của họ trước The Blues kể từ năm 1993. Anh kết thúc mùa giải với 12 bàn thắng và trở thành cầu thủ ghi nhiều bàn thắng nhất cho câu lạc bộ.

### Chelsea
Vào ngày 4 tháng 6 năm 2025, câu lạc bộ Premier League Chelsea đã hoàn tất việc ký hợp đồng có thời hạn sáu năm với Delap sau khi kích hoạt điều khoản giải phóng hợp đồng với trị giá 30 triệu bảng Anh. Delap kiến tạo cho bàn thắng của Enzo Fernández trong trận ra mắt với Chelsea trong trận mở màn của đội tại FIFA Club World Cup 2025 trong chiến thắng 2–0 trước Los Angeles FC vào ngày 16 tháng 6.

## Sự nghiệp quốc tế
Delap đã đại diện cho Anh ở các cấp độ trẻ. Anh là vua phá lưới Giải đấu Mercedes-Benz Aegea 2019 các đội tuyển quốc tế U-16 tại Thổ Nhĩ Kỳ. Vào ngày 29 tháng 3 năm 2021, Delap chơi trận ra mắt cho đội tuyển U-18 Anh trong chiến thắng 2–0 trên sân khách trước U-18 Wales tại Sân vận động Leckwith.
Vào ngày 23 tháng 3 năm 2022, Delap đã ra mắt đội tuyển U-19 Anh với tư cách là cầu thủ dự bị trong chiến thắng 3–1 trước U-19 Cộng hòa Ireland trong vòng loại Giải vô địch U-19 châu Âu 2022 tại Sân vận động Bescot. Vào ngày 17 tháng 6 năm 2022, Delap được triệu tập lên đội hình U-19 Anh tham dự Giải vô địch U-19 châu Âu 2022. Anh đã ghi bàn thắng duy nhất của trận đấu trong trận đấu vòng bảng cuối cùng của đội. Vào ngày 1 tháng 7 năm 2022, Delap vào sân từ băng ghế dự bị trong hiệp phụ của trận chung kết và lập pha kiến tạo giúp Aaron Ramsey ghi bàn thắng cuối cùng của trận đấu khi Anh đánh bại U-19 Israel với tỷ số 3–1 để giành chức vô địch giải đấu.
Vào ngày 21 tháng 9 năm 2022, Delap ra mắt đội tuyển U-20 Anh và ghi bàn trong chiến thắng 3–0 trước Chile tại Sân vận động Pinatar. Vào ngày 10 tháng 5 năm 2023, Delap được đưa vào đội tuyển U-20 Anh tham dự Giải vô địch bóng đá U-20 thế giới 2023. Vào ngày 11 tháng 9 năm 2023, Delap ghi bàn thắng đầu tiên cho đội tuyển U-21 Anh trong chiến thắng 3–0 trước U-21 Luxembourg tại vòng loại Giải vô địch bóng đá U-21 châu Âu 2025.
Vào ngày 21 tháng 9 năm 2022, Delap ra mắt đội tuyển U-20 Anh và ghi bàn trong chiến thắng 3–0 trước U-20 Chile tại Sân vận động Pinatar. Vào ngày 10 tháng 5 năm 2023, Delap được đưa vào đội hình U-20 Anh tham dự Giải vô địch bóng đá U-20 thế giới 2023. Anh chơi trong trận đấu vòng bảng cuối cùng của họ với U-20 Iraq và vào sân thay người trong hiệp hai trong trận loại trực tiếp với U-20 Ý tại vòng 16 đội.
Vào ngày 11 tháng 9 năm 2023, Delap ghi bàn trong trận ra mắt đội tuyển U-21 Anh trong chiến thắng 3–0 tại vòng loại Giải vô địch bóng đá U-21 châu Âu 2025 trên sân khách trước U-21 Luxembourg. Anh cũng ghi bàn trong trận vòng loại tiếp theo của họ trước U-21 Serbia. Vào tháng 3 năm 2025, Delap ghi bàn thắng thứ ba và cuối cùng của mình cho đội tuyển U-21 trong trận thua trước U-21 Pháp trên sân khách tại Sân vận động Moustoir. Anh được đưa vào đội hình dự bị của Anh chuẩn bị cho Giải vô địch U-21 châu Âu 2025. Tuy nhiên, anh đã phải rút khỏi giải đấu đó do các cam kết với câu lạc bộ.

## Đời tư
Delap sinh ra tại Winchester, Hampshire, Anh, vào ngày 8 tháng 2 năm 2003. Anh là con trai của cựu cầu thủ bóng đá chuyên nghiệp Rory Delap, người đã từng đại diện cho đội tuyển quốc gia Cộng hòa Ireland. Anh trai của anh là cầu thủ Finn Delap, người hiện đang chơi trong màu áo Burton Albion.
Ông nội và ba người chú cố của anh đến từ Letterkenny, quận Donegal, trong khi bà nội của anh có nguồn gốc từ Moynalty, quận Meath.

## Thống kê sự nghiệp

### Câu lạc bộ
Tính đến 4 tháng 7 năm 2025
| Câu lạc bộ               | Mùa giải            | Giải vô địch        | Giải vô địch | Giải vô địch | FA Cup | FA Cup | EFL Cup | EFL Cup | Châu lục | Châu lục | Khác | Khác | Tổng cộng | Tổng cộng |
| Câu lạc bộ               | Mùa giải            | Hạng đấu            | Trận         | Bàn          | Trận   | Bàn    | Trận    | Bàn     | Trận     | Bàn      | Trận | Bàn  | Trận      | Bàn       |
| ------------------------ | ------------------- | ------------------- | ------------ | ------------ | ------ | ------ | ------- | ------- | -------- | -------- | ---- | ---- | --------- | --------- |
| Manchester City          | 2020–21             | —                   | —            | —            | —      | —      | —       | —       | —        | —        | 2    | 3    | 2         | 3         |
| Manchester City          | 2021–22             | —                   | —            | —            | —      | —      | —       | —       | —        | —        | 2    | 0    | 2         | 0         |
| Manchester City          | Tổng cộng           | Tổng cộng           | —            | —            | —      | —      | —       | —       | —        | —        | 4    | 3    | 4         | 3         |
| Manchester City          | 2020–21             | Premier League      | 1            | 0            | 1      | 0      | 1       | 1       | 0        | 0        | —    | —    | 3         | 1         |
| Manchester City          | 2021–22             | Premier League      | 1            | 0            | 1      | 0      | 0       | 0       | 1        | 0        | 0    | 0    | 3         | 0         |
| Manchester City          | 2022–23             | Premier League      | 0            | 0            | 0      | 0      | 0       | 0       | 0        | 0        | 0    | 0    | 0         | 0         |
| Manchester City          | 2023–24             | Premier League      | 0            | 0            | 0      | 0      | 0       | 0       | 0        | 0        | 0    | 0    | 0         | 0         |
| Manchester City          | Tổng cộng           | Tổng cộng           | 2            | 0            | 1      | 0      | 1       | 1       | 1        | 0        | 0    | 0    | 6         | 1         |
| Stoke City (mượn)        | 2022–23             | Championship        | 22           | 3            | 1      | 0      | —       | —       | —        | —        | —    | —    | 23        | 3         |
| Preston North End (mượn) | 2022–23             | Championship        | 15           | 1            | —      | —      | —       | —       | —        | —        | —    | —    | 15        | 1         |
| Hull City (mượn)         | 2023–24             | Championship        | 31           | 8            | 0      | 0      | 1       | 0       | —        | —        | —    | —    | 32        | 8         |
| Ipswich Town             | 2024–25             | Premier League      | 37           | 12           | 2      | 0      | 1       | 0       | —        | —        | —    | —    | 40        | 12        |
| Chelsea                  | 2024–25             | Premier League      | —            | —            | —      | —      | —       | —       | —        | —        | 5    | 1    | 5         | 1         |
| Chelsea                  | 2025–26             | Premier League      | 0            | 0            | 0      | 0      | 0       | 0       | 0        | 0        | —    | —    | 0         | 0         |
| Chelsea                  | Tổng cộng           | Tổng cộng           | 0            | 0            | 0      | 0      | 0       | 0       | 0        | 0        | 5    | 1    | 5         | 1         |
| Tổng cộng sự nghiệp      | Tổng cộng sự nghiệp | Tổng cộng sự nghiệp | 107          | 24           | 5      | 0      | 3       | 1       | 1        | 0        | 9    | 4    | 125       | 29        |

1. 1 2  Ra sân tại EFL Trophy
2. ↑  Ra sân tại UEFA Champions League
3. ↑  Ra sân tại FIFA Club World Cup

## Danh hiệu

### Câu lạc bộ
Manchester City
- EFL Cup: 2020–21

Chelsea
- FIFA Club World Cup: 2025

### Đội tuyển quốc gia
U-19 Anh
- Giải vô địch bóng đá U-19 châu Âu: 2022

### Cá nhân
- Cầu thủ trẻ xuất sắc nhất mùa giải Ipswich Town: 2024–25
- Cầu thủ xuất sắc nhất mùa giải của Ipswich Town: 2024–25
- Bàn thắng đẹp nhất mùa giải Ipswich Town: 2024–25